# Christie Stevens
Christie Stevens est une actrice américaine de films pornographiques née le 12 septembre 1986 dans le Comté d'Orange en Californie.

## Biographie
Christie Stevens apparait avec 15 autres actrices X dans la vidéo de Brian McKnight If You're Ready to Learn et dans le jeu vidéo Hitman: Absolution. And was also a star in Call of Duty Modern Warfare 2.

## Distinctions
Récompenses
Nominations
- 2013 : AVN Award : Best New Starlet
- 2013 : XBIZ Award : Best New Starlet
- 2014 : AVN Award : Best Oral Sex Scene - American Cocksucking Sluts 3 Avec Jayden Lee
- 2014 : AVN Award : Best Supporting Actress - OMG … It's the Dirty Dancing XXX Parody
- 2014 : XBIZ Award : Best Supporting Actress - OMG … It's the Dirty Dancing XXX Parody
- 2014 : XBIZ Award : Best Scene - Vignette Release - Secretary's Day 6 avec Mick Blue

## Filmographie sélective
- 2011 : Three's Humpany
- 2012 : Big Titty Lesbians
- 2013 : Cock Sucking Challenge 23
- 2014 : Hard Anal Love 2
- 2015 : Stretch My White Pussy
- 2016 : Girl On Girl Oil Wrestling
- 2017 : Women Seeking Women 138
- 2019 : Mommys Daughter # 2